# Veranika Pawlovitsj
Veranika Oeladzimirawna Pawlovitsj (Wit-Russisch: Вераніка Уладзіміраўна Паўловіч; Minsk, BSSR, Sovjet-Unie, 8 mei 1978) is een Wit-Russisch voormalig professioneel tafeltennisster.
Haar tweelingzus Viktoryja Pawlovitsj was ook tafeltennisinternational.
Namens Wit-Rusland nam zij deel aan de Olympische Zomerspelen in 2000, 2004 en 2008. Zij won daarbij geen medailles.

## Belangrijkste resultaten
- Brons met het team op de Wereldkampioenschappen 2006.
- Brons in het vrouwen dubbelspel op de Europese kampioenschappen 2008 met Oksana Fadejeva.
- Brons met het team op de Europese kampioenschappen 2010.
- Brons met het team op de Europese kampioenschappen 2011.